# Grand filtre

Consommations énergétiques des trois types de l'échelle de Kardashev. Un grand filtre pourrait impliquer l'absence de civilisations supérieures au niveau II.

Le grand filtre a été défini en 1998 par Robin Hanson comme une suite de barrières qui nuit à l'émergence d'une civilisation extraterrestre durable dans le temps,. Cet obstacle à surmonter pour toute civilisation peut être situé dans le passé ou bien dans le futur. 
Hanson a initialement élaboré sa théorie dans le but de trouver une explication au fait qu'aucune civilisation extraterrestre, ni même la trace de celle-ci, n'a été détectée dans l'univers observable. D'après lui, si l'humanité n'a pas été en mesure de trouver d'autres formes de vie dans l'univers observable, cela est dû au fait que le développement de la matière inerte vers la matière vivante et structurée est peut-être une vue géocentrée. Le grand filtre est ainsi l'une des solutions possibles au paradoxe de Fermi.

## Historique

### Équation de Drake et paradoxe de Fermi
À elle seule, la Voie lactée compte entre 200 et 400 milliards d'étoiles et il existe un nombre vraisemblablement égal de galaxies dans l'univers observable. Cela veut dire qu'il y aurait entre 1022 et 1024 étoiles dans l'univers observable. De plus, selon les estimations les plus conservatrices, 5 % des étoiles ressembleraient au Soleil, ce qui implique qu'elles pourraient avoir un système planétaire gravitant autour d'elles et une planète qui ressemble à la Terre. En privilégiant encore une fois les estimations les plus conservatrices, 20 % de ces étoiles auraient une planète semblable à la Terre en termes de température et de composition, donc une planète qui pourrait supporter la vie : dans la Voie lactée, il existerait environ 10 milliards de planètes semblables à la Terre. Au total, l'univers observable contiendrait 100 milliards de milliards de planètes semblables à la Terre. Ainsi, même avec une probabilité très faible d'apparition, la quantité astronomique d'astres possédant des propriétés semblables au Soleil rend l'hypothèse de l'existence de vie extraterrestre très intéressante. Cependant, cette hypothèse n'a jusqu'ici jamais été vérifiée.
Le paradoxe de Fermi est une série de questions qu'Enrico Fermi et quelques collègues se sont posées en 1950 pour répondre à la question : « S'il y a des civilisations extraterrestres, leurs représentants devraient être déjà chez nous. Où sont-ils donc ? ». Ce paradoxe, qu'on appelle aussi le Grand Silence, énonce que, malgré l'âge et l'immensité de l'Univers, aucune preuve de l'existence d'une civilisation extraterrestre n'a pu être trouvée, que ce soit par des observations directes, indirectes ou par la réception de transmissions par un programme comme SETI. En effet, l'âge et la taille de l'Univers suggéreraient l'existence de plusieurs civilisations extraterrestres technologiquement avancées. De plus, la Voie lactée est si vieille qu'elle aurait déjà dû être colonisée des centaines, voire des milliers de fois. Même les scénarios les plus conservateurs suggèrent que les humains devraient déjà avoir été en contact avec des extraterrestres s'ils existaient, que ce soit directement ou indirectement.

## Grand filtre

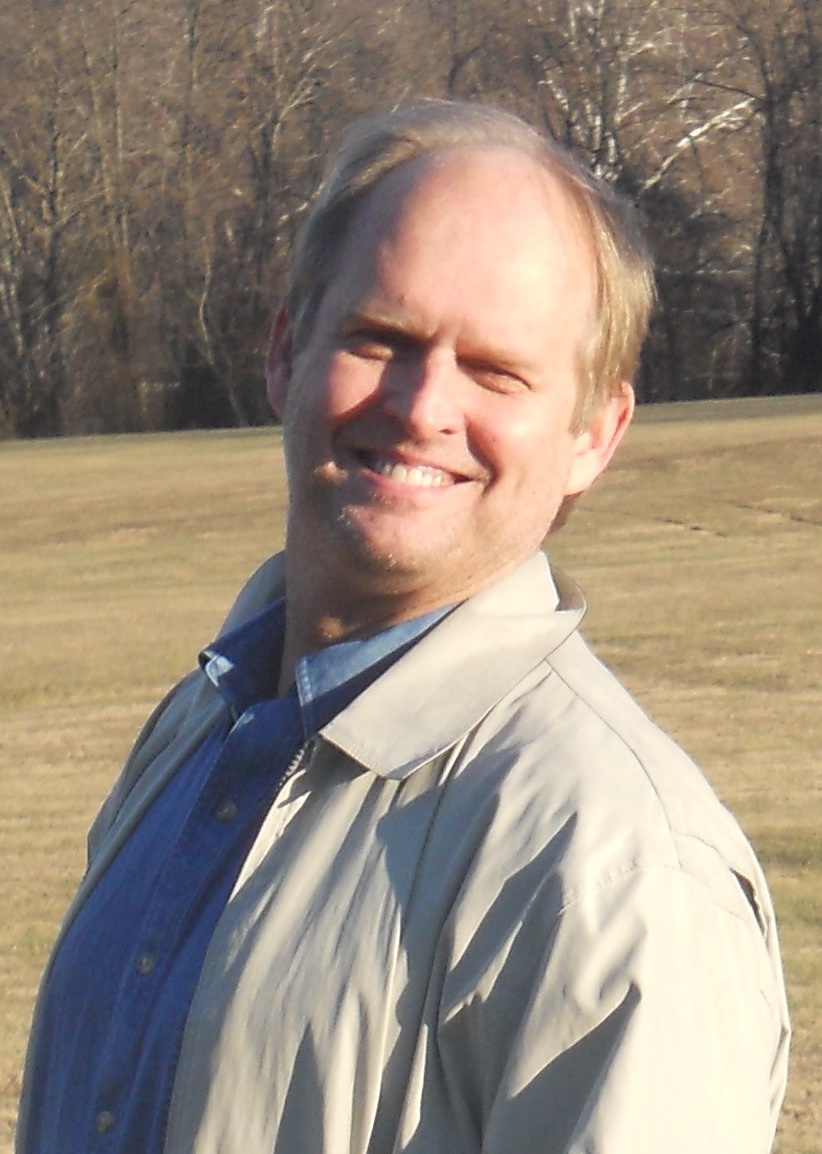
Robin Hanson en 2011.

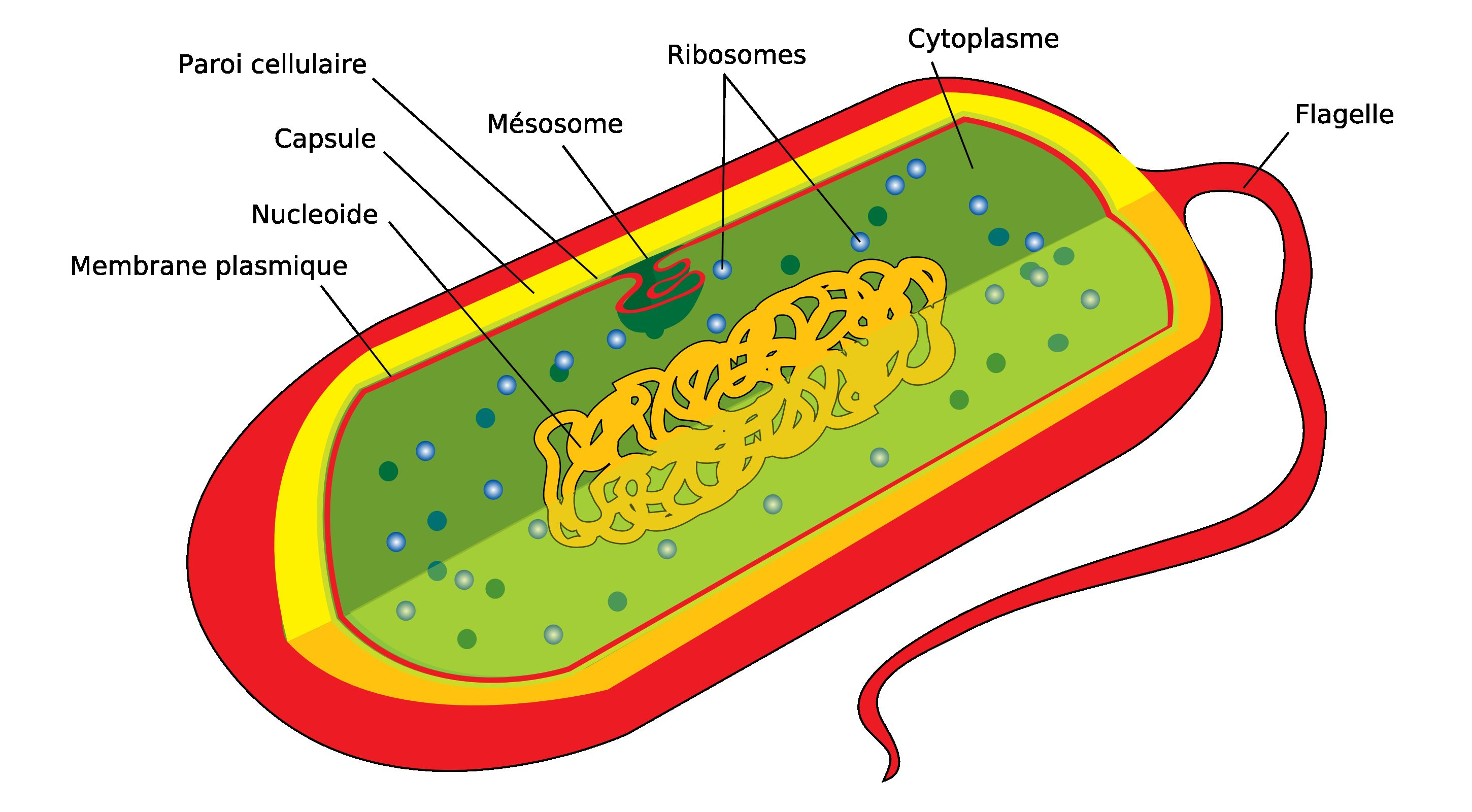
Diagramme d'une cellule procaryote.

Diagramme d'une cellule eucaryote.

Aucune preuve ne suggère que notre galaxie ou une autre ait été ou soit colonisée par une civilisation extraterrestre. Étant donné qu'aucune trace de l'existence d'une civilisation extraterrestre n'a jamais été observée, il semble peu probable qu'un processus semblable à celui qui a mené à la civilisation humaine ait pu se produire dans notre galaxie ou ailleurs, ou que cette dernière est condamnée à disparaître avant de coloniser la galaxie.
Le grand filtre a été défini comme une suite de barrières qui nuit à l'émergence d'une civilisation extraterrestre durable dans le temps. Présenté et défini dans l'essai The Great Filter — Are We Almost Past It? paru en 1998, le filtre pourrait intervenir lors de l'une ou de plusieurs des 9 étapes évolutives, identifiées par Hanson, d'une civilisation colonisatrice de galaxie :
1. Le bon système planétaire (incluant des composés organiques ainsi que des planètes habitables)
2. Des molécules reproductrices (comme l'ARN)
3. Organisme unicellulaire simple (sans noyau, telles les cellules procaryotes)
4. Organisme unicellulaire complexe (avec noyau, telles les cellules eucaryotes)
5. Reproduction sexuée
6. Organisme multicellulaire
7. Animaux utilisant des outils avec des cerveaux développés
8. État actuel de notre civilisation
9. Expansion de la colonisation

S'il existe, puisqu'il pourrait intervenir n'importe quand, le grand filtre ferait partie du passé ou de l'avenir de l'humanité. Il impliquerait également qu'il n'existerait aucune civilisation de niveau supérieur à II sur l'échelle de Kardashev.
Le grand filtre concerne peut-être l'apparition même de la vie, qui aurait mis plusieurs centaines de millions d'années à apparaître à la surface de la Terre. Il pourrait également se situer entre les étapes de l'apparition des cellules procaryotes et des cellules eucaryotes. Sur Terre, les eucaryotes ont mis deux milliards d'années à apparaître,.
Si le grand filtre est derrière l'humanité, cela signifie que le niveau d'avancement de cette dernière est extrêmement rare, voire unique, dans l'histoire de l'Univers. Cela pourrait s'expliquer par le fait que les conditions nécessaires à l'apparition de la vie dans l'Univers sont relativement récentes. Ainsi, les étoiles de métallicité élevée telles le Soleil (étoile de population I) sont relativement jeunes dans l'histoire de l'Univers. L'Univers est ainsi peut-être dans une phase de transition astrobiologique qui permettrait la propagation de la vie et de la vie intelligente en son sein, ce qui n'était pas possible avant. 
Si l'humanité n'est ni rare, ni la première, cela impliquerait que le grand filtre fait partie de son futur et qu'elle s'éteindra avant d'atteindre le stade de colonisation de la galaxie.